# Veľké Raškovce
Velké Raškovce (též Veľká Raška, maďarsky Nagyráska) jsou obec na Slovensku v okrese Michalovce v Košickém kraji. Žije v nich 305 obyvatel.

## Historie
Okolí vesnice je osídleno od pravěku. V katastrálním území je archeologicky doloženo neolitické sídliště a v roce 1974 bylo při rozšiřování ropovodu nalezeno pohřebiště tiszapolgárské kultury. Z prozkoumaných hrobů bylo získáno množství keramiky, kamenných a měděných nástrojů a z jednoho hrobu pochází nález značného počtu zlatých terčovitých závěsků, které pravděpodobně tvořily součást náhrdelníku a dokládají významné postavení pohřbené ženy.
Do uzavření Trianonské smlouvy byla obec součástí Uherska, poté byla součástí Československa. V roce 1921 zde žilo 377 obyvatel, z toho sedmnáct Čechoslováků, jeden Rusín, 346 Maďarů a sedm Židů.  V letech 1938 až 1945 byla (na základě první vídeňské arbitráže) součástí Maďarského království.

## Pamětihodnosti
- Reformovaný kostel, jednolodní klasicistní stavba s polygonálním závěrem a představenou věží z roku 1801. Obnovou prošel v letech 1900 a 1937. Interiér kostela je plochostropý, zařízení pochází z doby úpravy kostela v roce 1900. Kostel má hladké fasády s nárožním zkosením a půlkruhově ukončenými okny. Věž je členěna kordonovou římsou, v horní části pilastry a ukončena zvonovitou helmicí s laternou.
- Na území obce zasahuje ptačí oblast Medzibodrožie.[6]